# Psychrolutes
Psychrolutes − rodzaj głębinowej ryby skorpenokształtnej z rodziny Psychrolutidae.

## Klasyfikacja
Gatunki zaliczane do tego rodzaju:

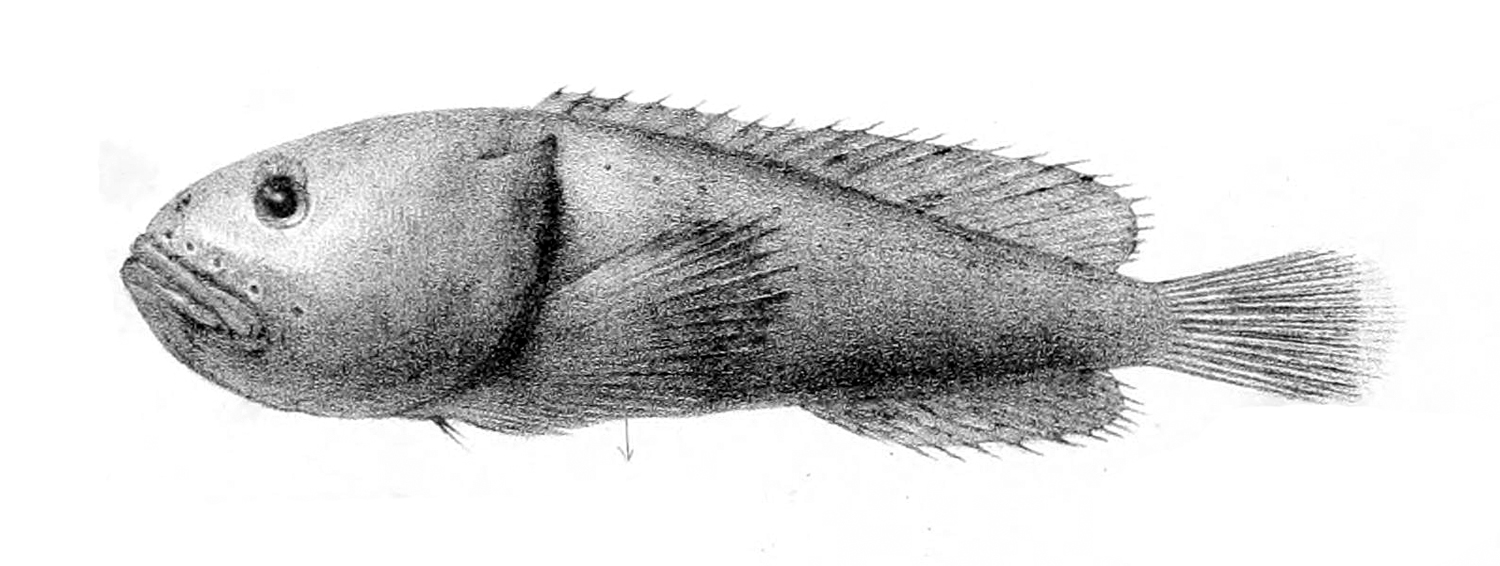
Psychrolutes inermis
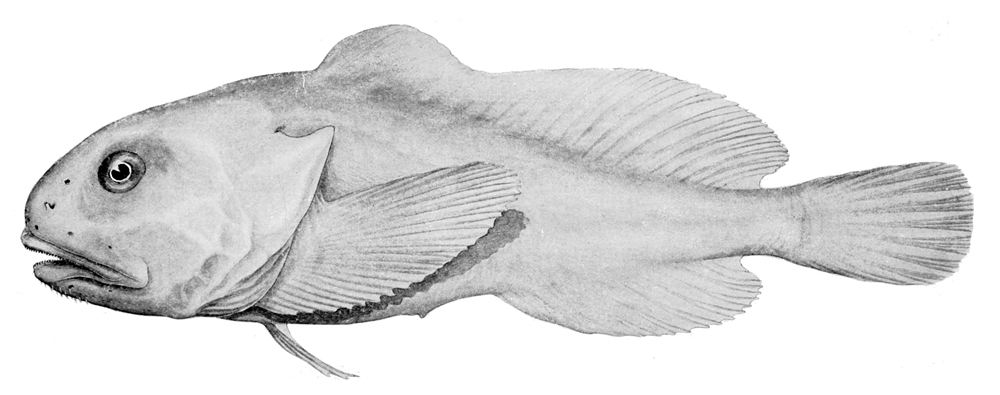
Psychrolutes macrocephalus
- Psychrolutes marcidus
- Psychrolutes marmoratus
- Psychrolutes microporos
- Psychrolutes occidentalis
- Psychrolutes paradoxus
- Psychrolutes phrictus
- Psychrolutes sio

- Psychrolutes inermis
- Psychrolutes marcidus